# Lãng Sơn
Lãng Sơn là một xã thuộc thành phố Bắc Giang, tỉnh Bắc Giang, Việt Nam.

## Địa lý
Xã Lãng Sơn có diện tích 9,25 km², dân số năm 2023 là 8.022 người, mật độ dân số đạt 867 người/km².

## Hành chính
Xã Lãng Sơn được chia thành 9 thôn.

## Lịch sử
Ngày 27 tháng 10 năm 1962, Quốc hội ban hành Nghị quyết về việc thành lập tỉnh Hà Bắc trên cơ sở tỉnh Bắc Giang và tỉnh Bắc Ninh. Khi đó, xã Lãng Sơn thuộc huyện Yên Dũng, tỉnh Hà Bắc.
Ngày 6 tháng 11 năm 1996, Quốc hội ban hành Nghị quyết về việc chia tỉnh Hà Bắc thành tỉnh Bắc Giang và tỉnh Bắc Ninh. Khi đó, xã Lãng Sơn thuộc huyện Yên Dũng, tỉnh Bắc Giang.
Ngày 28 tháng 9 năm 2024, Ủy ban Thường vụ Quốc hội ban hành Nghị quyết số 1191/NQ-UBTVQH15 về việc sắp xếp đơn vị hành chính cấp huyện, cấp xã của tỉnh Bắc Giang giai đoạn 2023 – 2025 (nghị quyết có hiệu lực từ ngày 1 tháng 1 năm 2025). Theo đó, sáp nhập xã Lãng Sơn thuộc huyện Yên Dũng vào thành phố Bắc Giang quản lý.

## Kinh tế - xã hội
Xã Lãng Sơn là một xã thuần nông, kinh tế chủ yếu dựa vào nông nghiệp. Với diện tích đất nông nghiệp chiếm tỷ lệ cao trong tổng diện tích, trong đó là đồng bằng ven sông Thương, chỉ sản xuất một vụ, còn vụ còn lại là có lũ tràn về. Chính vì được phù sa bồi đắp hàng năm nên sản lượng lúa cũng như năng suất bình quân tăng hàng năm. Ngoài ra, xã cũng rất phát triển trong chăn nuôi, nhưng chăn nuôi theo hộ gia đình trong đó có chăn nuôi gia súc, gia cầm và thả cá.
Ngoài nghề nông, xã cũng nổi tiếng với nghề mộc đã truyền qua nhiều đời và có tiếng trong vùng, trong đó làng nghề mộc Đông Thượng đã trở thành thương hiệu. Với bàn tay khéo léo của những người thợ, những sản phẩm từ đơn giản đến cao cấp từ gỗ đã được cung cấp và được đánh giá cao trên thị trường.
Xã có 9 thôn, với 100% thôn đạt chuẩn nông thôn mới, trong đó 1 thôn đạt chuẩn nông thôn mới kiểu mẫu, cũng là xã đầu tiên của huyện đạt chuẩn nông thôn mới năm 2017, và năm 2020 là 1 trong 2 xã đầu tiên đạt chuẩn nông thôn mới nâng cao.

## Văn hóa
Với đặc trưng mang tính làng xã của đồng bằng Bắc Bộ, xã Lãng Sơn vẫn giữ được những phong tục, tập quán từ lâu đời. Trong đó, nghệ thuật “nói tức” Đông Loan được gìn giữ và phát huy cho đến ngày nay. Mặc dù cái tên Đông Loan nay chỉ còn vang bóng nhưng nghệ thuật nói tức Đông Loan thì chưa bao giờ bị mai một, thậm chí ngày càng đậm đà hơn, cao cấp hơn. Vì thế người dân nơi đây ai cũng biết tới câu ca “Đông Loan nói tức để chơi. Người nghe vừa bực, vừa cười, vừa khen”. Câu ca dao ấy để nói lên rằng “nói tức” đã trở thành nét văn hóa sinh hoạt hiện hữu trong cuộc sống thường ngày của người dân nơi này. Bất cứ nơi đâu, làm gì, bất cứ không gian thời gian nào, người dân Đông Loan cũng có thể nói tức một cách tự nhiên như chính sự chất phác giản dị trong cuộc sống lao động của họ.

### Di tích văn hóa, lịch sử
- Đền Đà Hy
- Chùa Ngọc Lâm
- Cây gạo - miếu Bà Cô